# Arquimbald IV de Borbó
Arquimbald IV de Borbó, anomenat «el Fort» (1030 - 22 de setembre de 1095), va ser senyor de Borbó de 1078 fins a la seva mort. Era fill de Arquimbald III, senyor de Borbó, i Beletruda.
Va ser un personatge violent i ambiciós. Va envair les terres del Provost d'Evaux, va entrar en conflicte amb el comte de Nevers i fins i tot amb l'arquebisbe de Lió. Les relacions amb el Priorat de Souvigny, que s'havien distès a l'època del seu pare, es van tornar conflictives. Va ser un opositor als monjos de Souvigny que li retreien haver imposat pagaments a la ciutat i desafiar els drets del priorat. Arquimbald IV s'enfronta a l'abat Hug de Cluny, qui multiplicà les amonestacions i fins i tot l'amenaçà d'excomunicar-lo. Va caldre la intervenció del Papa Urbà II havia anat a Clarmont d'Alvèrnia per la predicació de la croada, per què Arquimbald IV acceptés negociar un acord. Va morir durant les converses el 22 de setembre de 1095.
Aquests conflictes no van impedir l'expansió de la senyoria de Borbó. Archambaud IV controlà entre altres Néris, Mazirat, Neuville, Ygrande, Cosne, Buxières a la regió Autun, i a la regió de Nevers, Le Veurdre, La Chapelle-aux-Chasses, Azy-le-Vif i Saint-Pierre-le-Moûtier. A Alvèrnia, Jenzat, Rochefort, Gannat, Bègues, Cusset, però aquests eren en la majoria dels casos enclavaments.
Arquimbald IV es va casar amb una dona anomenada Beliarda de la que va tenir diferents fills:
- Una filla, casada amb Ameil (Amelius) de Chambon
- Arquimbald V de Borbó, senyor de Borbó
- Pere de Blot
- Bernat
- Aimó II de Borbó, senyor de Borbó
- Ermengarda de Borbó, casada amb senyor de Folc IV, comte d'Anjou, i posteriorment amb Guillem de Jaligny
- Ebbo